# Luochen
Luochen (kinesiska: 罗陈, 罗陈乡) är en socken i Kina. Den ligger i provinsen Henan, i den centrala delen av landet, omkring 330 kilometer söder om provinshuvudstaden Zhengzhou. Antalet invånare är 17 079. Befolkningen består av 8 347 kvinnor och 8 732 män. Barn under 15 år utgör 24,0 %, vuxna 15-64 år 62 %, och äldre över 65 år 12,0 %.
Genomsnittlig årsnederbörd är 1 378 millimeter. Den regnigaste månaden är juli, med i genomsnitt 253 mm nederbörd, och den torraste är december, med 18 mm nederbörd.